# Megistopus mirabilis
Megistopus mirabilis is een insect uit de familie van de mierenleeuwen (Myrmeleontidae), die tot de orde netvleugeligen (Neuroptera) behoort. 
Megistopus mirabilis is voor het eerst wetenschappelijk beschreven door Hölzel in 1981.